# بخش لونینسکی
بخش لونینسکی (به لاتین: Luninsky District) یک منطقهٔ مسکونی در روسیه است که در استان پنزا واقع شده‌است.